# 6376 Schamp
Schamp (asteróide 6376) é um asteróide da cintura principal, a 1,9090473 UA. Possui uma excentricidade de 0,2578727 e um período orbital de 1 506,96 dias (4,13 anos).
Schamp tem uma velocidade orbital média de 18,57049995 km/s e uma inclinação de 16,32112º.
Este asteróide foi descoberto em 29 de Maio de 1987 por Carolyn Shoemaker, Eugene Shoemaker.